# Systemfehler - Wenn Inge tanzt
Systemfehler - Wenn Inge tanzt è un film del 2013, diretto da Wolfgang Groos.

## Trama
L'ambizioso punk rock Max ed i suoi compagni di classe Fabio, Joscha e Lukas fanno parte di un gruppo musicale chiamato "Systemfehler". Alla vigilia di un concerto importante, che potrebbe far ottenere loro un contratto discografico, il chitarrista Joscha rimane ferito in un incidente e non può suonare con il gruppo. Lo zio di Max, l'ex pop star Herb "King" Koenig, suggerisce al nipote di far entrare nel gruppo Inge, compagna di classe di Max ed eccellente chitarrista. Il problema è che da quando Max l'ha pubblicamente derisa cantando davanti a tutta la scuola la canzone offensiva "Wenn Inge tanzt", la ragazza proprio non riesce a sopportarlo.
Quando Max chiede il suo aiuto, Inge accetta ma pone alcune condizioni: che la band non eseguì la canzone a lei dedicata che è diventata nel frattempo molto famosa e che la band si esibisca alla festa estiva di beneficenza della scuola. Durante la festa Max prende in giro l'insegnante di musica, la signora Stranger, la quale requisisce la chiave della sala prove. Di notte i ragazzi entrano nella scuola e portano gli strumenti musicali via con loro. Dopo aver completato un servizio fotografico per lo spettacolo, il gruppo conduce Inge sulla sponda del fiume ufficialmente per eseguire un rituale portafortuna ma in realtà per impedire che essa veda i poster del concerto che fanno riferimento alla canzone "Wenn Inge tanzt". Divisi dal resto del gruppo, Max e Inge iniziano ad avvicinarsi. Ad una festa in serata, Inge e Max si baciano per la prima volta.
Intanto, Joscha, con mille difficoltà, inizia a riprendere a suonare alcune note sulla chitarra. Dopo aver sentito Max parlare con il batterista Lukas lodando le doti di chitarrista di Inge, Joscha, roso dalla gelosia, informa la ragazza che fin dall'inizio è stato deciso che la canzone "Wenn Inge tanzt" verrà suonata al concerto. Arrabbiata, Inge vorrebbe mandare all'aria il concerto, ma Herb la convince ad accompagnarlo al concerto. Quando Max dichiara sul palco che non vuole più suonare la canzone, Inge sale sul palco e si mette a suonarla insieme alla band, salvando così il concerto e facendo ottenere al gruppo, di cui ora anche Inge è membro ufficiale, un contratto discografico. Alla fine, Inge e Max fanno visita ai suoi genitori, che vivono all'estero.

## Curiosità
- Per diversi mesi, prima che il film fosse distribuito, alcune persone furono invitate a vederlo in cinema e dovettero decidere quale titolo dare al film. Le tre possibilità da scegliere erano: "Spiel mit mir", "Schnauze, Baby" e "Wenn Inge tanzt".[1]
- Sebbene nel film la band "Systemfehler" sia una band scolastica, nella realtà tutti gli attori che interpretano i membri della band sono molto più vecchi di quanto lo fossero i loro personaggi: Tim Oliver Schultz compì esattamente 25 anni undici giorni dopo l'uscita del film, Paula Kalenberg aveva 26 anni, Constantin von Jascheroff e Thando Walbaum avevano entrambi 27 anni e Tino Mewes (anche se il suo personaggio non sembra più andare a scuola) aveva compiuto 30 anni alcuni mesi prima dell'inizio delle riprese.[1]